# Đại học St. Andrews
Đại học Thánh Andrews hay Đại học St Andrews (tiếng Anh: University of St Andrews, còn gọi là St Andrews University hay St Andrews) là một đại học tổng hợp danh tiếng ở St Andrews, Fife, Scotland. Đây là đại học lâu đời nhất Scotland và thứ ba trong số các viện đại học của thế giới nói tiếng Anh, sau Đại học Oxford và Đại học Cambridge. Đai học St Andrews được thành lập vào khoảng năm 1410-1413. 
Là một trong những đại học hàng đầu tại UK, St Andrews là xếp thứ tư theo bảng xếp hạng của The Guardian, nằm trong nhóm 20 viện đại học hàng đầu thế giới về các ngành khai phóng và nhân văn theo xếp hạng của Times Higher Education.